# Hutchinson (Kansas)
Hutchinson település az Amerikai Egyesült Államok Kansas államában, Reno megyében, melynek megyeszékhelye is. Lakosainak száma 40 006 fő (2020. április 1.).

## Népesség
A település népességének változása:

| 2010 | 42 080 |
| 2020 | 40 006 |